# Генеральное межевание
Генеральное межевание — мероприятия по установлению точных границ отдельных владений, проводившиеся в России с момента опубликования 19 сентября 1765 года правительственного манифеста и до конца XIX века.
Девиз Генерального межевания «Каждый при своемъ» был предложен самой императрицей Екатериной II. Это изречение присутствовало на рисунке межевого штемпеля для планов и прочих бумаг, а впоследствии — на знаке форменного кепи воспитанников Константиновского межевого института.

## Материалы Генерального межевания
Материалы Генерального межевания представляют собой различные планы земельных участков (как одного участка, так и общие, например, какого-либо уезда), экономические примечания к планам (содержат сведения о владениях, землях, принадлежащих отдельным селам, деревням, а также сведения о занятиях населения), межевые книги (содержат описание границ того или иного участка), полевые записки (содержат различные документы, составлявшиеся непосредственно при межевании, например, межевые ходы, споры, объявления владельцев, присяги понятых лиц) и прочие.

Из экономических примечаний к планам Генерального межевания Гдовского уезда.
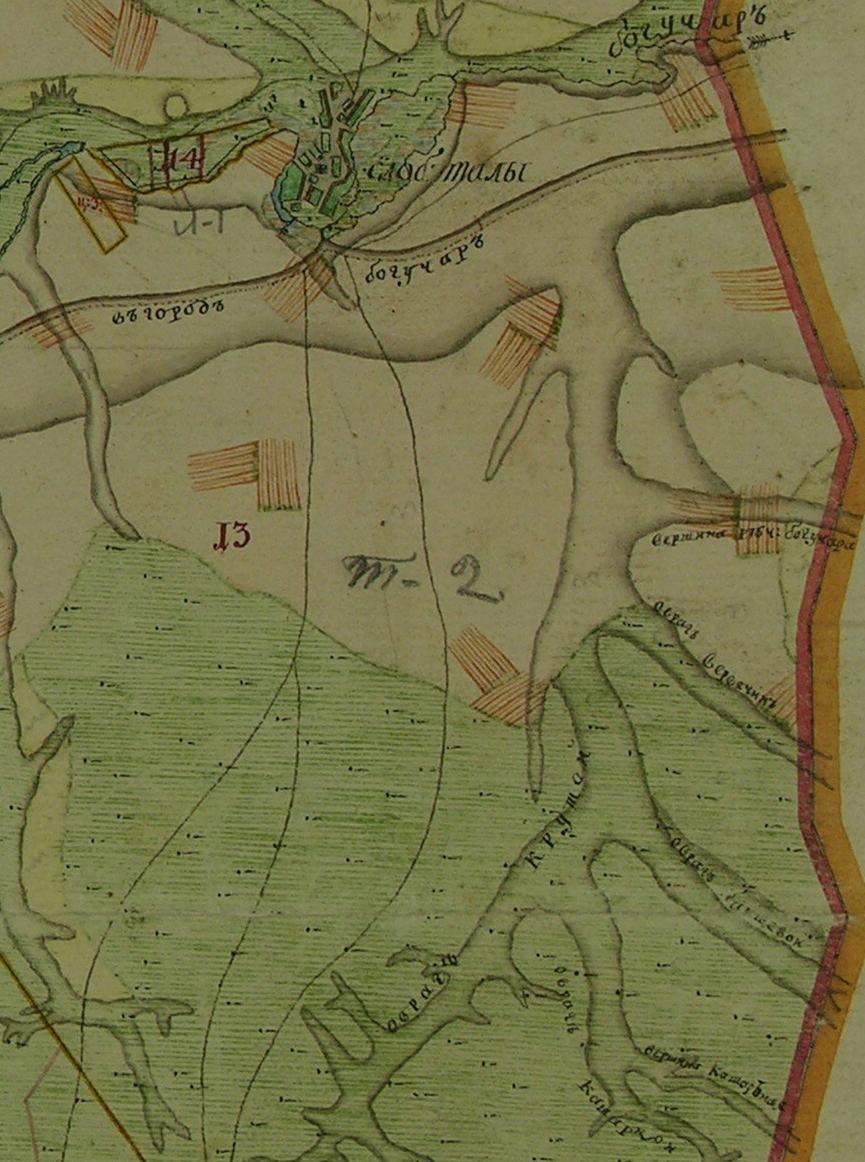
Фрагмент плана Генерального Межевания уездов и губерний Российской Империи. Богучарский уезд. Масштаб: 2 версты в дюйме (1 см-840м, 1:84000).
Фрагмент плана Генерального межевания Лугского уезда конца XVIII века.
Объявление о прекращении земельного спора во время Генерального межевания. 1786 год. Гдовский уезд. Дача села Хтины.